# Linia kolejowa nr 381
Linia kolejowa nr 381 – nieistniejąca obecnie linia łącząca stację Oborniki Wielkopolskie ze stacją Wronki.
Linia została otwarta w 1909 roku, na całej długości miała jeden tor.
31 sierpnia 1991 zawieszono ruch pasażerski na linii, a od 1994 także towarowy. W 2005 roku linię usunięto z ewidencji PLK i na przeważającej długości rozebrano. Na początku roku 2013 rozebrano do semafora wjazdowego ostatnie metry pozostałego odcinka od Wronek do mostu przez rz. Wartę. Most w Stobnicy został umieszczony na liście zabytków.